# Steffi Nerius
Stefanie Nerius, detta Steffi (Bergen auf Rügen, 1º luglio 1972), è una giavellottista tedesca, campionessa mondiale ed europea della specialità.

## Biografia
La sua carriera agonistica è iniziata nel 1991 e terminata dal 2009. In quest'ultimo anno ha iniziato a lavorare per il TSV Bayer 04 Leverkusen e ad allenare Marcus Rehm. 

## Record nazionali

### Master M35
- Lancio del giavellotto, 68,34 m ( Elstal, 31 agosto 2008)

## Palmarès
| Anno | Manifestazione   | Sede             | Evento                 | Risultato | Prestazione | Note                                     |
| ---- | ---------------- | ---------------- | ---------------------- | --------- | ----------- | ---------------------------------------- |
| 1991 | Europei juniores | Salonicco        | Lancio del giavellotto | Bronzo    | 54,60 m     |                                          |
| 1993 | Mondiali         | Stoccarda        | Lancio del giavellotto | 9ª        | 60,26 m     |                                          |
| 1995 | Mondiali         | Göteborg         | Lancio del giavellotto | 11ª       | 56,50 m     |                                          |
| 1996 | Giochi olimpici  | Atlanta          | Lancio del giavellotto | 9ª        | 60,20 m     |                                          |
| 1998 | Europei          | Budapest         | Lancio del giavellotto | 6ª        | 62,08 m     |                                          |
| 1999 | Universiadi      | Palma di Maiorca | Lancio del giavellotto | 4ª        | 58,76 m     |                                          |
| 1999 | Mondiali         | Siviglia         | Lancio del giavellotto | 16ª       | 58,43 m     |                                          |
| 2000 | Giochi olimpici  | Sydney           | Lancio del giavellotto | 4ª        | 64,84 m     |                                          |
| 2001 | Mondiali         | Edmonton         | Lancio del giavellotto | 5ª        | 62,08 m     |                                          |
| 2002 | Europei          | Monaco           | Lancio del giavellotto | Argento   | 64,09 m     |                                          |
| 2003 | Mondiali         | Parigi           | Lancio del giavellotto | Bronzo    | 62,70 m     |                                          |
| 2004 | Giochi olimpici  | Atene            | Lancio del giavellotto | Argento   | 65,82 m     |                                          |
| 2005 | Mondiali         | Helsinki         | Lancio del giavellotto | Bronzo    | 65,96 m     |                                          |
| 2006 | Europei          | Göteborg         | Lancio del giavellotto | Oro       | 65,82 m     | Miglior prestazione personale stagionale |
| 2007 | Mondiali         | Osaka            | Lancio del giavellotto | Bronzo    | 64,42 m     |                                          |
| 2008 | Giochi olimpici  | Pechino          | Lancio del giavellotto | 4ª        | 65,29 m     |                                          |
| 2009 | Mondiali         | Berlino          | Lancio del giavellotto | Oro       | 67,30 m     | Miglior prestazione personale stagionale |

## Altre competizioni internazionali
1992
- 6ª in Coppa del mondo ( L'Avana), lancio del giavellotto - 56,24 m

1998
- 8ª alle IAAF Grand Prix Final ( Mosca), lancio del giavellotto - 61,78 m

2000
- 5ª alle IAAF Grand Prix Final ( Doha), lancio del giavellotto - 62,84 m

2002
- 4ª alle IAAF Grand Prix Final ( Parigi), lancio del giavellotto - 62,01 m
- 4ª in Coppa del mondo ( Madrid), lancio del giavellotto - 57,81 m

2003
- Oro in Coppa Europa ( Firenze), lancio del giavellotto - 63,30 m
- Argento alle IAAF World Athletics Final ( Monaco), lancio del giavellotto - 64,25 m

2004
- Bronzo alle IAAF World Athletics Final ( Monaco), lancio del giavellotto - 61,16 m

2005
- Oro in Coppa Europa ( Firenze), lancio del giavellotto - 64,59 m
- Argento alle IAAF World Athletics Final ( Monaco), lancio del giavellotto - 66,35 m

2006
- Argento alle IAAF World Athletics Final ( Stoccarda), lancio del giavellotto - 65,06 m
- Oro in Coppa del mondo ( Atene), lancio del giavellotto - 63,37 m

2007
- Argento alle IAAF World Athletics Final ( Stoccarda), lancio del giavellotto - 64,90 m

2008
- Bronzo alle IAAF World Athletics Final ( Stoccarda), lancio del giavellotto - 62,78 m

2009
- Bronzo alle IAAF World Athletics Final ( Salonicco), lancio del giavellotto - 62,59 m

## Riconoscimenti
- Sportiva tedesca dell'anno 2009.
- 2 volte atleta tedesca dell'anno: 2004, 2009.
- Vince il premio Rudolf-Harbig-Gedächtnispreis dell'anno 2008.
- Premio "Felix" 2009: sportiva dell'anno della Renania Settentrionale-Vestfalia.
- Premio "Felix" 2008: allenatrice dell'anno della Renania Settentrionale-Vestfalia.
- 2011: "Leverkusen Lion" per aver migliorato l'immagine della città di Leverkusen.